# Ostrze
Ostrze — ostra, tnąca krawędź lub ostry koniec narzędzia albo broni przeznaczoną do przebijania, siekania, krojenia lub skrobania powierzchni lub materiałów; Definiowana najczęściej jako płaska część z bardzo cienką krawędzią używaną do cięcia — w języku polskim bardziej kojarzona z tą ostrą krawędzią. W przypadku narzędzi główna część robocza — część tnąca; Ostrza są zwykle wykonane z materiałów, które są twardsze niż te, na których mają być używane.
Działanie ostrzy polega na koncentracji siły na krawędzi tnącej. Niektóre ostrza, takie jak te używane w nożach do chleba lub piłach, są ząbkowane, co dodatkowo koncentruje siłę na czubku każdego zęba.
Ostrza są jednym z najstarszych narzędzi ludzkości i nadal są używane między innymi do walki czy przygotowywania posiłków; W historii ludzie wytwarzali ostrza z łuszczących się kamieni, takich jak krzemień lub obsydian, oraz z różnych metali, takich jak miedź, brąz i żelazo. Nowoczesne ostrza są często wykonane ze stali lub ceramiki. 